# Temporada 1952-53 de la NBA
La temporada 1952-53 de la NBA fue la séptima en la historia de la liga. La temporada finalizó con Minneapolis Lakers como campeones tras ganar a New York Knicks por 4-1. 

## Aspectos destacados
- El All-Star Game de la NBA de 1953 se disputó en Fort Wayne, Indiana, con victoria del Oeste sobre el Este por 79-75. George Mikan, de Minneapolis Lakers, ganó el premio MVP.

## Clasificaciones
| Equipo                | V  | D  | %V   | P    |
| --------------------- | -- | -- | ---- | ---- |
| New York Knicks       | 47 | 23 | .671 | -    |
| Syracuse Nationals    | 47 | 24 | .662 | 0.5  |
| Boston Celtics        | 46 | 25 | .648 | 1.5  |
| Baltimore Bullets     | 16 | 54 | .229 | 31   |
| Philadelphia Warriors | 12 | 57 | .174 | 34.5 |

| Equipo                 | V  | D  | %V   | P    |
| ---------------------- | -- | -- | ---- | ---- |
| Minneapolis Lakers C   | 48 | 22 | .686 | -    |
| Rochester Royals       | 44 | 26 | .629 | 4    |
| Fort Wayne Pistons     | 36 | 33 | .522 | 11.5 |
| Indianapolis Olympians | 28 | 43 | .394 | 20.5 |
| Milwaukee Hawks        | 27 | 44 | .380 | 21.5 |

* V: Victorias
* D: Derrotas
* %V: Porcentaje de victorias
* P: Partidos de diferencia respecto a la primera posición
* C: Campeón

## Playoffs
|  | Semifinales de Conferencia | Semifinales de Conferencia | Semifinales de Conferencia |   |             | Finales de Conferencia | Finales de Conferencia | Finales de Conferencia |  |    | Finales de la NBA | Finales de la NBA | Finales de la NBA |
|  |                            |                            |                            |   |             |                        |                        |                        |  |    |                   |                   |                   |
|  | E1                         | New York                   | 2                          |   |             |                        |                        |                        |  |    |                   |                   |                   |
|  | E4                         | Baltimore                  | 0                          |   |             |                        |                        |                        |  |    |                   |                   |                   |
|  | E4                         | Baltimore                  | 0                          |   | E1          | New York               | 3                      |                        |  |    |                   |                   |                   |
|  | Conferencia Este           |                            |                            |   | E1          | New York               | 3                      |                        |  |    |                   |                   |                   |
|  |                            | E3                         | Boston                     | 1 |             |                        |                        |                        |  |    |                   |                   |                   |
|  | E3                         | E3                         | Boston                     | 1 | Boston      | 2                      |                        |                        |  |    |                   |                   |                   |
|  | E3                         |                            |                            |   | Boston      | 2                      |                        |                        |  |    |                   |                   |                   |
|  | E2                         | Syracuse                   | 0                          |   |             |                        |                        |                        |  |    |                   |                   |                   |
|  | E2                         | Syracuse                   | 0                          |   |             |                        |                        |                        |  | E1 | New York          | 1                 |                   |
|  |                            |                            |                            |   |             |                        |                        |                        |  | E1 | New York          | 1                 |                   |
|  |                            | W1                         | Minneapolis                | 4 |             |                        |                        |                        |  |    |                   |                   |                   |
|  | W1                         | W1                         | Minneapolis                | 4 | Minneapolis | 2                      |                        |                        |  |    |                   |                   |                   |
|  | W4                         | Indianapolis               | 0                          |   |             |                        |                        |                        |  |    |                   |                   |                   |
|  | W4                         | Indianapolis               | 0                          |   | W1          | Minneapolis            | 3                      |                        |  |    |                   |                   |                   |
|  | Conferencia Oeste          |                            |                            |   | W1          | Minneapolis            | 3                      |                        |  |    |                   |                   |                   |
|  |                            | W3                         | Fort Wayne                 | 2 |             |                        |                        |                        |  |    |                   |                   |                   |
|  | W3                         | W3                         | Fort Wayne                 | 2 | Fort Wayne  | 2                      |                        |                        |  |    |                   |                   |                   |
|  | W3                         |                            |                            |   | Fort Wayne  | 2                      |                        |                        |  |    |                   |                   |                   |
|  | W2                         | Rochester                  | 1                          |   |             |                        |                        |                        |  |    |                   |                   |                   |

## Estadísticas
| Categoría                    | Jugador                   | Equipo                               | Estadísticas |
| ---------------------------- | ------------------------- | ------------------------------------ | ------------ |
| Puntos por partido           | Neil Johnston             | Philadelphia Warriors                | 22.3         |
| Rebotes por partido          | George Mikan              | Minneapolis Lakers                   | 14.4         |
| Asistencias por partido      | Bob Cousy                 | Boston Celtics                       | 7.7          |
| Porcentaje de tiros de campo | Ed Macauley Neil Johnston | Boston Celtics Philadelphia Warriors | 45.2         |
| Porcentaje de tiros libres   | Bill Sharman              | Boston Celtics                       | 85.0         |

## Premios
- Rookie del Año
  -  Don Meineke (Fort Wayne Pistons)

| - Mejor Quinteto de la Temporada - George Mikan, Minneapolis Lakers - Neil Johnston, Philadelphia Warriors - Bob Cousy, Boston Celtics - Ed Macauley, Boston Celtics - Dolph Schayes, Syracuse Nationals | - 2.º Mejor Quinteto de la Temporada - Bob Davies, Rochester Royals - Bill Sharman, Boston Celtics - Vern Mikkelsen, Minneapolis Lakers - Andy Phillip, Philadelphia Warriors - Bob Wanzer, Rochester Royals |